# Scotopteryx mediofasciata
Scotopteryx mediofasciata là một loài bướm đêm trong họ Geometridae.